# Dominique Ferry
Dominique Ferry (né en 1944) est un diacre catholique, membre de la Communauté du Chemin Neuf, ancien directeur général de F.E.P. (France Éditions et Publications), une division de Hachette Livre.

## Responsabilités dans la presse
Il est nommé en 1974 directeur général de France Éditions et Publications, qui gère notamment France-Soir, Elle...
À la suite de cet évènement, il est nommé :
- Président de plusieurs sociétés du groupe, et notamment de Télé 7 Jours et de Giraudy,
- Chargé de mission pour la télématique à la direction générale de Hachette,
- Conseiller du Président directeur général d'Europe 1 (1982),
- Président du Nouvel Économiste (1982-1983)[2].

Confronté à un déficit important (en particulier face à une moindre demande et au coût accru des matières premières), il met en place le 16 décembre 1976 un plan social assez mal accueilli,. 

## Engagement religieux
Il entre à la Communauté du Chemin Neuf dans les années 1970 et décide de quitter son poste dans les médias au cours des années 1980. Durant les années 1990, il est responsable avec sa femme et un prêtre de la communauté en France métropolitaine. Il quitte ces responsabilités en 2001 pour déménager en Angleterre, au service d'une maison d'accueil près de Langport puis de l'aumônerie des étudiants à Londres.
Il est ordonné diacre permanent le 26 mars 1989. Mgr Albert Decourtray le nomme son attaché de presse et homme de confiance en septembre de la même année. 